# Pere Sanahuja i Vallverdú
Pere Sanahuja i Vallverdú (Montblanc, 1882 – Lleida, 1959) va ser historiador i frare franciscà. Va estudiar filosofia i teologia i va completar els seus estudis al Col·legi Franciscà Internacional de Roma, en el qual obtingué el títol de lector general.
Ocupà la càtedra de filosofia en els Seminaris majors franciscans de Balaguer i de Vic, des del 1913 al 1926. En aquesta data fou enviat al convent de Lleida i es dedicà plenament a l'estudi i a la investigació històrica. Treballà especialment a l'Arxiu de la Corona d'Aragó, als arxius municipals de Balaguer i Lleida i als diocesans de Solsona, la Seu d'Urgell i Vic. Durant molts anys fou cronista de la Província franciscana de Catalunya i era membre de l'Institut d'Estudis Ilerdencs. En reconeixement de la seva tasca l'Ajuntament de Balaguer el nomenà fill adoptiu de la ciutat i donà el seu nom a un dels carrers.
Entre les obres que publicà poden assenyalar-se La antigua ciudad de Balaguer en sus luchas por la fe, Historia de la Seráfica provincia de Cataluña, Don Gaspar de Portolá, gobernador de la Alta California i La Universidad de Lérida y los franciscanos. Traduí de l'anglès el llibre del P. Ceferí Enhardt Un misionero santo o Vida, virtudes y milagros del Padre Magí Català, obra bàsica per a l'estudi de la biografia del missioner montblanquí. Dedicà molts articles a la història de Montblanc que foren publicats en els periòdics locals. En reconeixement de la seva tasca envers la seva població natal, en sessió del 29 de juliol de 2004, l'ajuntament de Montblanc acordà dedicar-li un carrer de la vila. Fou col·laborador de la Revista de Catalunya i altres publicacions.